# Гуськов, Юрий Александрович
Юрий Александрович Гусько́в (7 февраля 1936 — 1 мая 2015) — советский и российский государственный деятель, коммунист, первый секретарь Архангельского обкома КПСС (1989—1990), депутат Государственной думы второго созыва.

## Биография
Родился в городе Подпорожье Ленинградской области в семье строителя. По национальности русский. Родители — Евдокия Павловна (1912—1985) и Александр Григорьевич (1912—1975).

### Образование
Окончил кораблестроительный факультет Горьковского политехнического института в 1959 году, Высшую партийную школу (ВПШ) при ЦК КПСС (заочно), Школу бизнеса по управлению финансами при Мичиганском университете (США).
С 1959 года работал на Северном машиностроительном предприятии (г. Северодвинск): помощник мастера, мастер, сдаточный механик, начальник участка монтажа и испытания атомных энергетических установок подводных лодок.
С 1964 года — заместитель секретаря парткома Севмашпредприятия.

### Политическая деятельность
Член КПСС с 1962 года.
С 1972 года — второй, затем первый секретарь Северодвинского горкома КПСС. С 1977 года — секретарь, с 1982 года — второй секретарь Архангельского обкома КПСС. С 1987 по 1988 год — первый заместитель министра лесной, целлюлозно-бумажной и деревообрабатывающей промышленности СССР, с 1988 по 1989 год — первый заместитель министра лесной промышленности СССР.
С ноября 1989 года по июнь 1990 года — первый секретарь Архангельского обкома КПСС. В июне 1990 года был избран депутатом, затем председателем Архангельского областного Совета народных депутатов. Одновременно в июне 1990 года был избран народным депутатом РФ, входил в состав фракции «Коммунисты России», был членом Верховного Совета РФ.
С 1990 по 1991 год — член ЦК КП РСФСР.
С 1993 по 1996 год — президент АО «Севералмаз» (разработка алмазных месторождений на территории Архангельской области).
В декабре 1995 года был избран в Государственную Думу РФ второго созыва по Котласскому избирательному округу № 60 Архангельской области, выдвигался избирательным объединением «Коммунистическая партия Российской Федерации», был членом фракции КПРФ, членом Комитета ГД по проблемам Севера, председателем подкомитета по природным ресурсам и экологии.
В декабре 1996 года баллотировался на пост губернатора Архангельской области. В первом туре губернаторских выборов 8 декабря 1996 года набрал 28,85 % голосов избирателей и занял второе место (первым стал Анатолий Ефремов — 34,54 % голосов). Во втором туре 22 декабря 1996 года получил поддержку 33,24 % избирателей и проиграл Ефремову (58,67 %).
В декабре 2003 года баллотировался кандидатом в депутаты Государственной Думы РФ четвёртого созыва по Архангельскому избирательному округу № 61, на выборах 7 декабря 2003 года, занял 3-е место среди 12 кандидатов.
Член Центрального комитета КПРФ с 1997 года. Избирался председателем Архангельского областного отделения общероссийского общественного движения «Народно-патриотический союз России» (НПСР) и членом Координационного совета НПСР (1996).
В 2004 поддержал группу лиц под руководством Тихонова В. И. и вышел из КПРФ, входит в руководство Всероссийской Коммунистической партии будущего.
В 2009 году вошёл в руководящий состав Общероссийской общественной организации «Коммунисты России». С момента создания организации член политической партии бюро ЦК Коммунисты России.
Скончался 1 мая 2015 года в Москве после продолжительной болезни. Похоронен 5 мая на Троекуровском кладбище.

## Награды
- Два ордена Трудового Красного Знамени
- Орден «Знак Почёта»
- Орден Даниила Московского Русской Православной Церкви

## Семья и увлечения
Женат, имеет двоих сыновей. Коллекционирует миниатюрные книжные издания.